# ح

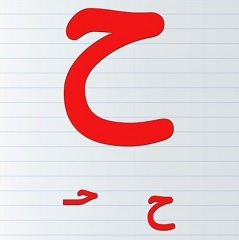
هشتمین حرف الفبا

| الفبای فارسی |    |   |    |   |   |
| الف          | ب  | پ | ت  | ث | ج |
| چ            | ‌ ح | خ | د  | ذ | ر |
| ز            | ‌ ژ | س | ‌ ش | ص | ض |
| ط            | ظ  | ع | غ  | ف | ق |
| ک            | گ  | ل | م  | ن | و |
| ه            | ی  |   |    |   |   |
| حروف دیگر    |    |   |    |   |   |
| ء            | آ  | اً | هٔ  | ة |   |

| شكل حرف | شكل حرف | شكل حرف | شكل حرف | شكل حرف |
| جدا     | آغازی   | میانی   | پایانی  |         |
| ح       | ح‍       | ‍ح‍        | ‍ح        |         |
| ------- | ------- | ------- | ------- | ------- |

ح حرف هشتم در الفبای فارسی، حرف ششم در الفبای عربی و هشتمین حرف از حروف الفبای عبری (خت ח) است. صدای آن در تلفظ فارسی همانند «ه» است ولی در عربی گونه‌ای «ه» با گلو تلفظ می‌شود.
به نظر می‌رسد هر واژه رایج در فارسی که حرف ح دارد؛ چه در اول، وسط یا آخر این واژه باشد، از زبان عربی گرفته شده است. چند مثال از اینگونه واژه‌ها عبارتند از حادثه، حقیقت، محبوب، محسن و واضح و حجره. در کتاب فرهنگ واژه‌های اوستا این حرف یعنی ی جزو واژه‌های اوستای است حرف ح از حرف‌های عربی است طبق در کتاب فرهنگ واژه‌های اوستا این کلمه ه در این کتاب است [۱]
| الفبای عربی                             | الفبای عربی | الفبای عربی | الفبای عربی | الفبای عربی | الفبای عربی | الفبای عربی | الفبای عربی | الفبای عربی | الفبای عربی | الفبای عربی | الفبای عربی | الفبای عربی | الفبای عربی | الفبای عربی | الفبای عربی | الفبای عربی | الفبای عربی | الفبای عربی | الفبای عربی | الفبای عربی | الفبای عربی | الفبای عربی | الفبای عربی | الفبای عربی | الفبای عربی | الفبای عربی | الفبای عربی |
| --------------------------------------- | ----------- | ----------- | ----------- | ----------- | ----------- | ----------- | ----------- | ----------- | ----------- | ----------- | ----------- | ----------- | ----------- | ----------- | ----------- | ----------- | ----------- | ----------- | ----------- | ----------- | ----------- | ----------- | ----------- | ----------- | ----------- | ----------- | ----------- |
| ألِف                                     | باء         | تاء         | ثاء         | جيم         | حاء         | خاء         | دال         | ذال         | راء         | زاي         | سين         | شين         | صاد         | ضاد         | طاء         | ظاء         | عين         | غين         | فاء         | قاف         | كاف         | لام         | ميم         | نون         | هاء         | واو         | ياء         |
| سایر شکل‌های حروف جيم، حاء و خاء در عربی |             |             |             |             |             |             |             |             |             |             |             |             |             |             |             |             |             |             |             |             |             |             |             |             |             |             |             |
| ځ                                       | ڃ           | ڄ           | څ           | چ           | ڇ           | ڿ           | ݘ           |             |             |             |             |             |             |             |             |             |             |             |             |             |             |             |             |             |             |             |             |